# Red Riding Hood
Red Riding Hood  —La chica de la capa roja en Hispanoamérica y Caperucita Roja: ¿a quién tienes miedo? en España)— es una película de terror romántica estadounidense de 2011 dirigida por Catherine Hardwicke y producida por Leonardo DiCaprio, a partir de un guion de David Leslie Johnson. La película está basada muy vagamente en el cuento popular "Caperucita Roja" recopilado tanto por Charles Perrault bajo el nombre de Le Petit Chaperon Rouge y varias décadas después por los hermanos Grimm como Rotkäppchen. Está protagonizada por Amanda Seyfried en el papel principal, con Gary Oldman, Billy Burke, Shiloh Fernandez, Max Irons, Virginia Madsen, Lukas Haas y Julie Christie en papeles secundarios. 
Caperucita Roja se estrenó mundialmente en Hollywood el 7 de marzo de 2011 y la Warner Bros. Pictures la estrenó en cines el 11 de marzo de 2011.

## Argumento
Valerie vive con sus padres, Cesaire y Suzette, y su hermana mayor Lucie en el pueblo de Daggerhorn, al borde de un bosque plagado de hombres lobo. Está enamorada de Peter, un leñador y amigo de la infancia, pero sus padres la obligan a casarse con Henry, hijo del rico herrero Adrien Lazar. Valerie y Peter planean fugarse, pero se enteran de que el Lobo ha roto su tregua de no atacar a los habitantes del pueblo y ha asesinado a Lucie.
El predicador, el padre Auguste, pide ayuda al famoso cazador de brujas, el padre Solomon, pero los habitantes del pueblo deciden aventurarse en la guarida del Lobo. Mientras el pueblo lo celebra, el padre Solomon declara que el animal asesinado es un lobo gris común, ya que el verdadero hombre lobo habría vuelto a la forma humana. Los hombres del padre Solomon aíslan a Daggerhorn e investigan a los aldeanos para averiguar la identidad del Lobo. Esa noche, el Lobo ataca, y los habitantes del pueblo se refugian en la iglesia mientras Valerie y su amiga Roxanne buscan a Claude, el hermano discapacitado mental de Roxanne. Acorralada por la bestia, Valerie descubre que es capaz de entender al Lobo, que amenaza con matar a Roxanne y destruir el pueblo si Valerie no se marcha con él. El Lobo escapa, jurando volver por decisión de Valerie.
Al día siguiente, Claude es capturado y asesinado por los hombres del padre Solomon por practicar supuestamente magia negra. Roxanne revela que Valerie es capaz de comunicarse con el Lobo. Creyendo que Valerie también es una bruja, el padre Solomon la exhibe en la plaza del pueblo para atraer al Lobo. Henry y Peter ayudan a Valerie a escapar. Henry lleva a Valerie a la iglesia, donde el Lobo muerde la mano del padre Solomon con uñas recubiertas de plata. Los aldeanos protegen a Valerie del Lobo, que de nuevo se ve obligado a huir tras quemar su pata derecha en el suelo sagrado de la iglesia. Como el padre Solomon ha sido mordido por el Lobo, el Capitán no tiene más remedio que matarlo.
Valerie sueña que el Lobo es su abuela y corre a su cabaña cercana, donde encuentra a su abuela muerta y descubre que su padre, Cesaire, es el Lobo. Le revela que la maldición le fue transmitida por su propio padre y que tenía la intención de abandonar el pueblo con sus hijos, tras haber matado a Lucie al darse cuenta de que no podía entenderle en su forma de Lobo y de que Suzette la había concebido a través de una aventura con Adrien. Le pide a Valérie que acepte la maldición, pero ella se niega. Peter aparece y Cesaire le muerde y le arroja a un lado. Peter lanza un hacha a la espalda de Cesaire, lo que permite a Valerie matar a su padre. Valerie y Peter llenan el cuerpo de Cesaire de piedras y lo arrojan al lago para proteger el secreto de los aldeanos. Peter se marcha, prometiendo volver cuando haya aprendido a controlar la maldición. Valerie dice que le esperará y le ve partir.
En los años siguientes, Daggerhorn vuelve a la normalidad; a pesar de la muerte de Cesaire, el pueblo sigue sacrificando ganado al hombre lobo, temeroso de su regreso y sin saber que lo han matado, mientras que Suzette se da cuenta de que Cesaire nunca volverá, aunque sigue sin saber que Valerie lo mató. Henry se convierte en el próximo cazador de brujas, sucediendo al padre Solomon y convirtiéndose en un hombre muy honorable, mientras que Valerie opta por vivir sola en el bosque, desilusionada de vivir en Daggerhorn. Finalmente, una noche, Valerie oye algo en el bosque, fuera de la antigua casa de su abuela, a la que se ha mudado. Entonces es recibida por Peter, transformado en hombre lobo y en pleno control de sus habilidades, cuando regresa para estar con ella. En el final de la versión alternativa, cuando Valerie ve a Peter a su regreso, lleva en brazos a su bebé.

## Reparto
- Amanda Seyfried es Valerie.
  - Megan Charpentier es la joven Valerie.
- Virginia Madsen es Suzette, la madre de Valerie.
- Billy Burke es Cesaire, el padre de Valerie.
- Julie Christie es La abuela.
- Shiloh Fernandez es Peter, amigo de la infancia e interés amoroso de Valerie.
  - DJ Greenburg es el joven Peter.
- Max Irons es Henry Lazar, el pretendiente de Valerie.
- Gary Oldman es Padre Solomon, líder de los cazadores de brujas.
- Michael Shanks es Adrien Lazar, el padre de Henry y antiguo amor de Suzette.
- Christine Willes es Madame Lazar
- Adrian Holmes es el Capitán.
- Michael Hogan es El Alguacil.
- Lukas Haas es el Padre Auguste
- Alexandria Maillot es Lucie, hermana de Valerie e hija de Suzette con Adrien.
- Shauna Kain es Roxanne
- Kacey Rohl es Prudence
- Carmen Lavigne es Rose
- Jennifer Halley es Marguerite
- Archie Rice es la voz El Lobo.

## Producción
"Red Riding Hood" está dirigida por Catherine Hardwicke, basada en un guion escrito por David Leslie Johnson. La película está basada en el famoso cuento de hadas Caperucita Roja. Producida bajo Appian Way Productions, Leonardo DiCaprio, Michael Ireland, Jennifer Davisson Killoran, Alex Mace and Julie Yorn son productores de la película. La película fue filmada en Vancouver. La película fue titulada originalmente The Girl with the Red Riding Hood.

## Estreno
Inicialmente la fecha de estreno se fijó para el 22 de abril de 2011 y fue cambiada para el 15 de abril de 2011.

### Estrenos alrededor del mundo
| País                                                                          | Fecha de estreno              |
| ----------------------------------------------------------------------------- | ----------------------------- |
| Alemania                                                                      | Jueves 21 de abril de 2011    |
| Argentina                                                                     | Jueves 21 de abril de 2011    |
| Australia                                                                     | Jueves 24 de marzo de 2011    |
| Austria                                                                       | Jueves 21 de abril de 2011    |
| Bélgica                                                                       | Miércoles 13 de abril de 2011 |
| Belice · Costa Rica · El Salvador · Guatemala · Honduras · Nicaragua · Panamá | Jueves 21 de abril de 2011    |
| Bolivia                                                                       | Jueves 21 de abril de 2011    |
| Brasil                                                                        | Jueves 21 de abril de 2011    |
| Bulgaria                                                                      | Viernes 18 de marzo de 2011   |
| Chile                                                                         | Jueves 21 de abril de 2011    |
| Colombia                                                                      | Viernes 15 de abril de 2011   |
| Corea del Sur                                                                 | Jueves 17 de marzo de 2011    |
| Croacia                                                                       | Jueves 28 de abril de 2011    |
| Dinamarca                                                                     | Jueves 31 de marzo de 2011    |
| Ecuador                                                                       | Viernes 13 de mayo de 2011    |
| Egipto                                                                        | Miércoles 20 de abril de 2011 |
| EAU                                                                           | Jueves 7 de abril de 2011     |
| Eslovenia                                                                     | Jueves 5 de mayo de 2011      |
| España                                                                        | Viernes 15 de abril de 2011   |
| Estados Unidos · Canadá                                                       | Viernes 11 de marzo de 2011   |
| Estonia                                                                       | Viernes 29 de abril de 2011   |
| Filipinas                                                                     | Miércoles 9 de marzo de 2011  |
| Finlandia                                                                     | Viernes 8 de abril de 2011    |
| Francia                                                                       | Miércoles 20 de abril de 2011 |

| País                         | Fecha de estreno              |
| ---------------------------- | ----------------------------- |
| Ghana                        | Viernes 8 de abril de 2011    |
| Grecia                       | Jueves 28 de abril de 2011    |
| Hong Kong                    | Jueves 21 de abril de 2011    |
| Hungría                      | Jueves 28 de abril de 2011    |
| India                        | Viernes 11 de marzo de 2011   |
| Indonesia                    | Miércoles 9 de marzo de 2011  |
| Islandia                     | Viernes 15 de abril de 2011   |
| Israel                       | Jueves 7 de abril de 2011     |
| Italia                       | Jueves 21 de abril de 2011    |
| Japón                        | Viernes 10 de junio de 2011   |
| Letonia                      | Viernes 22 de abril de 2011   |
| Líbano                       | Jueves 7 de abril de 2011     |
| Lituania                     | Viernes 22 de abril de 2011   |
| Malasia                      | Jueves 21 de abril de 2011    |
| México                       | Jueves 21 de abril de 2011    |
| Nigeria                      | Viernes 8 de abril de 2011    |
| Noruega                      | Viernes 1 de abril de 2011    |
| Nueva Zelanda                | Jueves 24 de marzo de 2011    |
| Países Bajos                 | Jueves 14 de abril de 2011    |
| Paraguay                     | Viernes 22 de julio de 2011   |
| Perú                         | Jueves 21 de abril de 2011    |
| Polonia                      | Viernes 24 de junio de 2011   |
| Portugal                     | Jueves 14 de abril de 2011    |
| Puerto Rico                  | Jueves 17 de marzo de 2011    |
| Reino Unido Irlanda          | Viernes 15 de abril de 2011   |
| República Checa · Eslovaquia | Jueves 7 de abril de 2011     |
| República Dominicana         | Jueves 28 de abril de 2011    |
| Rumania                      | Jueves 7 de abril de 2011     |
| Rusia                        | Jueves 24 de marzo de 2011    |
| Serbia y Montenegro          | Jueves 28 de abril de 2011    |
| Singapur                     | Jueves 10 de marzo de 2011    |
| Sudáfrica                    | Viernes 18 de marzo de 2011   |
| Suecia                       | Miércoles 20 de abril de 2011 |
| Suiza                        | Miércoles 20 de abril de 2011 |
| Tailandia                    | Jueves 10 de marzo de 2011    |
| Taiwán                       | Sábado 12 de marzo de 2011    |
| Turquía                      | Viernes 1 de abril de 2011    |
| Ucrania                      | Jueves 24 de marzo de 2011    |
| Uruguay                      | Jueves 21 de abril de 2011    |
| Venezuela                    | Miércoles 20 de abril de 2011 |

## Marketing
El teaser tráiler, junto con el póster, fueron lanzados en noviembre de 2010, con una nueva canción de la cantante y música Fever Ray. En otro tráiler se usa la canción "The Hand That Feeds", de Nine Inch Nails.